# Calamaria schmidti
Calamaria schmidti este o specie de șerpi din genul Calamaria, familia Colubridae, descrisă de George Marx și Inger 1955. A fost clasificată de IUCN ca specie cu risc scăzut. Conform Catalogue of Life specia Calamaria schmidti nu are subspecii cunoscute.